# ریش‌تراش بی‌خطر
ریش‌تراش بی‌خطر (انگلیسی: Safety razor) یک ریش‌تراش با یک وسیله محافظ که بین لبه تیغه و پوست قرار گرفته است، می‌باشد. هدف اولیه از این وسایل حفاظتی، کاهش سطح مهارت مورد نیاز برای اصلاح بدون آسیب و در نتیجه کاهش اتکا به پیرایشگران حرفه ای بود.

## نگارخانه

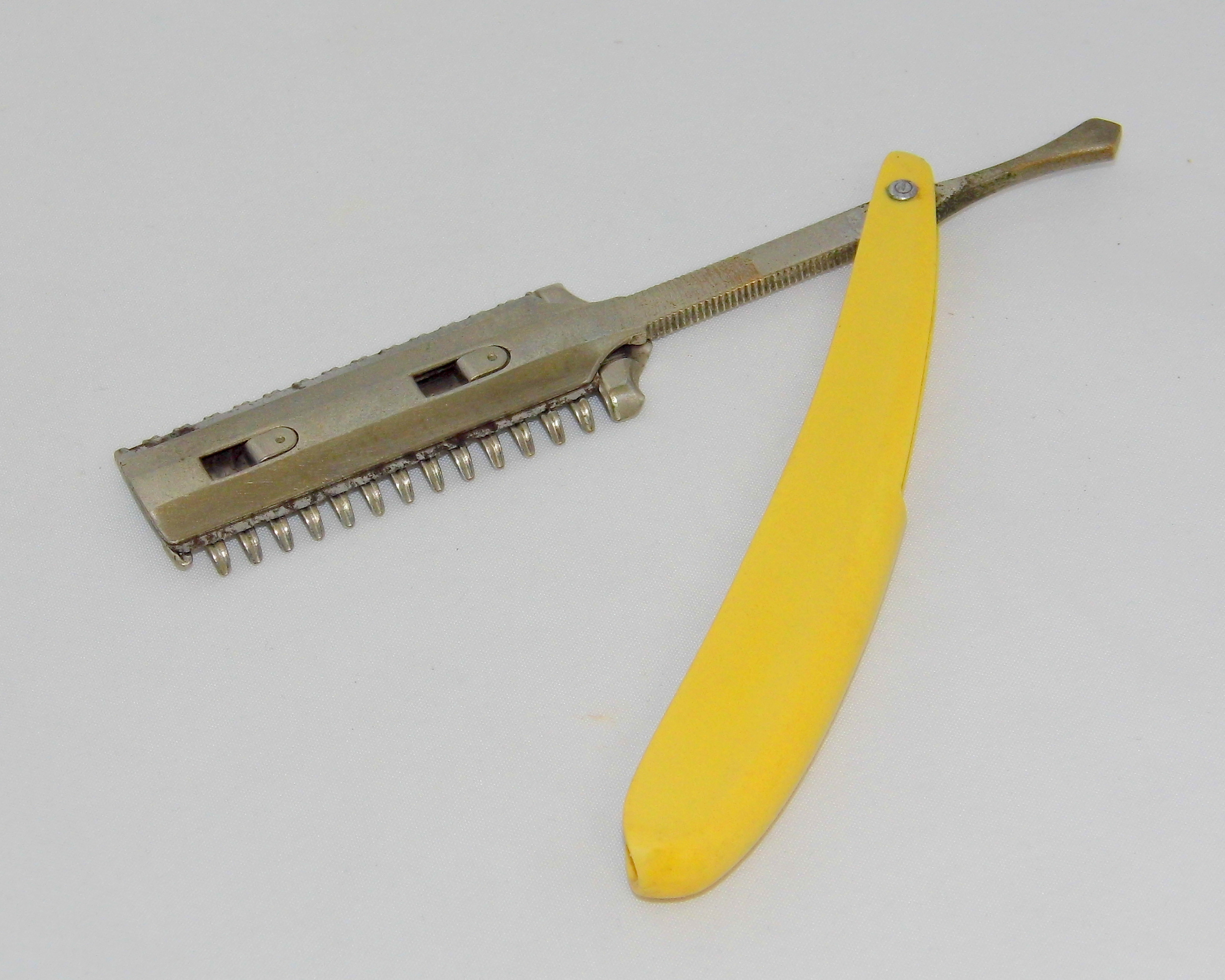
یک ریش‌تراش راسته که از تیغه‌های قابل تعویض (شاوت) با دسته محافظ استفاده می‌کند
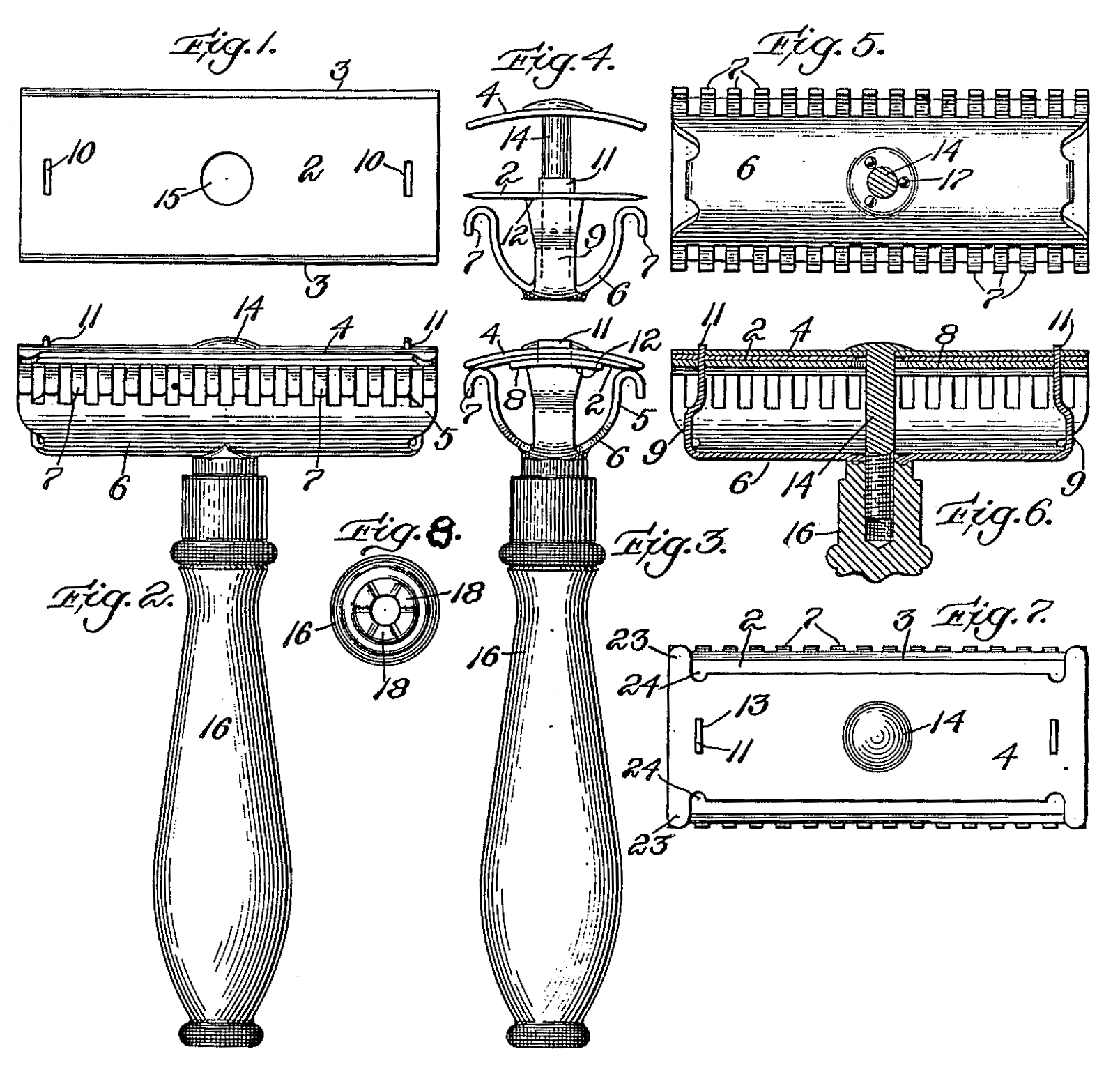
ترسیم ثبت اختراع ریش‌تراش بی‌خطر ژیلت
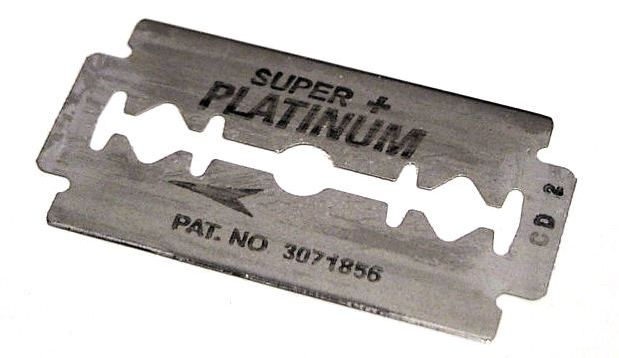
یک تیغ دولبه ریش‌تراش بی‌خطر امروزی